# Église Saint-Laurent de Penfield
Pour les articles homonymes, voir Église Saint-Laurent.
L’église Saint-Laurent (anglais : St. Lawrence’s Church) est un édifice religieux catholique du début du XXe siècle situé à Penfield (Illinois), aux États-Unis.

## Situation et accès
L’édifice est situé au no 302 de la rue Principale (anglais : Main Street), à l’ouest de Penfield, un census-designated place dans le township de Compromise, et plus largement au nord-est du comté de Champaign.

## Histoire

### Collecte de fonds
Un bazar est organisé à partir 3 janvier 1905, les bénéfices duquel sont récoltés pour l'édification de la nouvelle église.

### Construction
Après installation de wagonnées de matériel à cet endroit, les travaux de construction débutent dans la semaine du 17 avril 1905.

### Première pierre
La cérémonie de pose de la première pierre (pierre d’angle) a lieu le 19 juillet 1905, à partir de 10 h. Une grande messe est d’abord célébrée par le prêtre O’Culleton de Westville en tant qu’officiant, M. McKeon de Danville en tant que diacre, E. A. Jakob de Champaign en tant que sous-diacre, H. F. Hanser de Danville en tant que porteur de mitre et M. Ryan en tant que maître des cérémonies. C’est à la conclusion de cette messe que P. J. O’Reilly, évêque auxiliaire du diocèse de Peoria, notamment accompagné de l’Ordre ancien des Hiberniens (en), se rend sur l’emplacement du nouvel édifice pour la première pierre. Des discours sont alors prononcés. Un pique-nique a par la suite lieu durant le reste de la journée.

### Dédicace
La cérémonie de dédicace a lieu le 15 mai 1906, à 10 h 30.

## Structure
L’église, construite en brique, a une longueur de 100 pieds (30,48 m), une largeur de 40 pieds (12,192 m) et une hauteur de 50 pieds (15,24 m) jusqu’à la corniche.